# Zagar
Zagar és un cràter sobre la superfície del planeta nan Plutó, situat amb el sistema de coordenades planetocèntriques a -3.62 ° de latitud nord i 157.34 ° de longitud est. Fa un diàmetre de 93 km. El nom va ser fet oficial per la UAI el cinc d'agost del 2020 i fa referència a Francesco Zagar (1900-1976), astrònom italià, un dels primers estudiants de Plutó.